# Prototherium
Prototherium (Zigno, 1887) es un género extinto de mamífero sirenio del Eoceno, y un miembro basal de la familia Dugongidae, a la cual pertenece el dugongo actual. Se conoce a partir del registro fósil del Bartoniense y el Priaboniense de España e Italia. La especie tipo es P. veronense (Zigno, 1887). La mayoría de autores reconocen que el género se caracteriza por una fuerte dolicocefalia del cráneo.

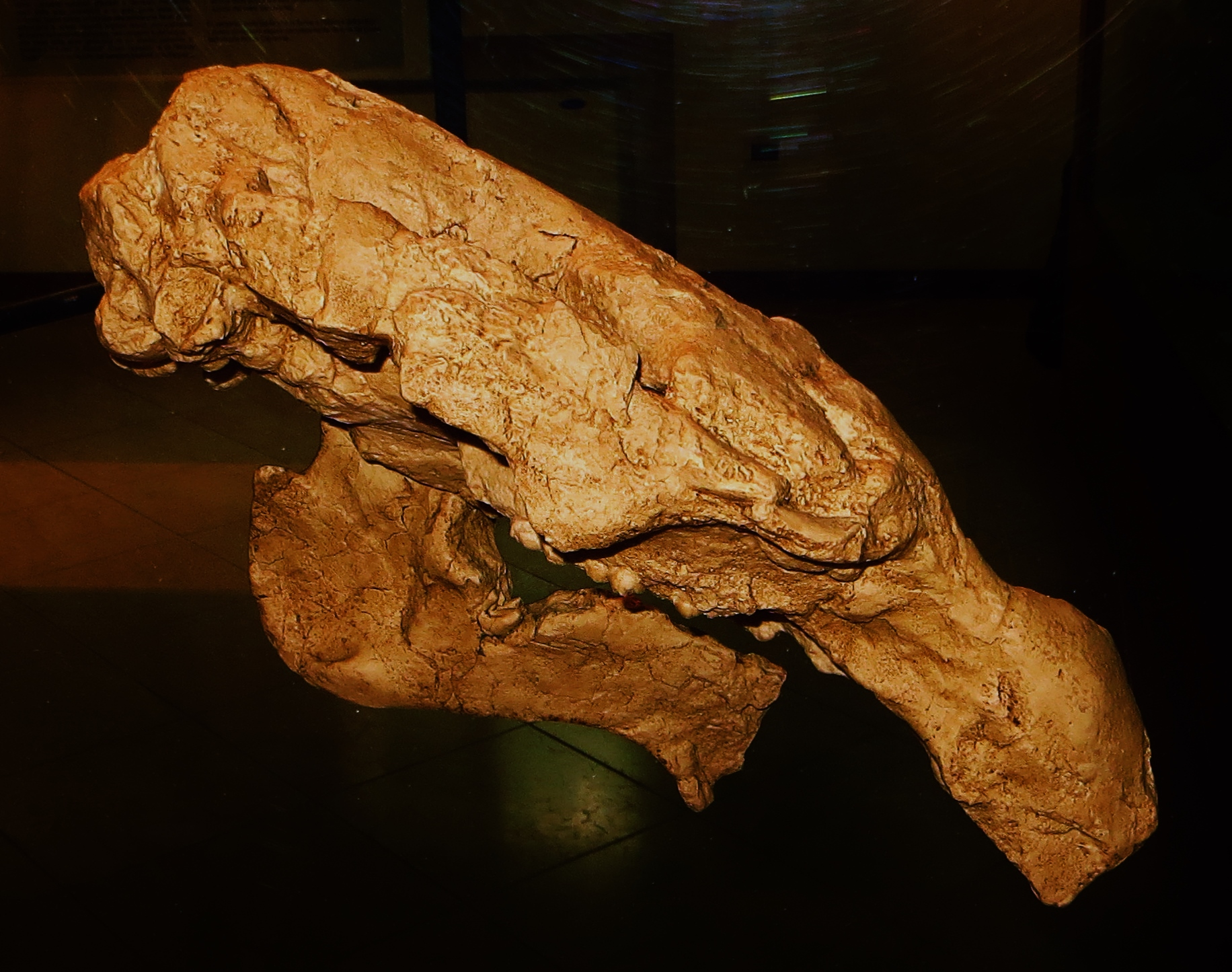
Cráneo de Prototherium veronense, especie tipo del género.

Actualmente se incluyen 3 especies dentro del género, aunque las relaciones de parentesco entre ellas son dudosas y, probablemente, P. intermedium Bizzotto, 1983 deba ser excluida. En 2016 se describió una tercera especie del género, P. ausetanum (Balaguer & Alba, 2016) en la Cataluña central (NE de la península ibérica) que mantiene algunos rasgos primitivos que la hacen más similar a la especie tipo. Además, las relaciones de Prototherium con otros géneros del Eoceno como Eotheroides y Eosiren también son dudosas, lo que obliga a una revisión profunda de los sirenios del Eoceno.